# Paulien De Groote
Paulien De Groote (Oudenaarde, 19 februari 1973 – Bonheiden, 5 juli 2018), geboren als Peter De Groote, was een bekende transgender vrouw uit Bonheiden.
De Groote raakte bekend door het televisieprogramma M/V/X, een documentaire over transgenders op Eén in samenwerking met het Universitair Ziekenhuis Gent.
Zij was tevens actief in de gemeentepolitiek. Begin 2018 werd aangekondigd dat ze op de lijst van de Open VLD zou staan bij de gemeenteraadsverkiezingen van oktober 2018. Daarmee was ze de eerste transgender op een lijst van de Vlaamse liberale partij. Eerder al stond transgender Petra De Sutter (tevens afkomstig uit Oudenaarde en een kennis van De Groote) op de kieslijst bij de partij Groen.
De Groote bracht verschillende problemen die transgender personen ervaren onder de aandacht in de media. Zij was een van de eerste personen in België die gebruik maakte van een nieuwe wet waardoor men officieel van geslacht kan veranderen zonder een geslachtsoperatie. In de media kaartte zij tevens de gebrekkige kennis over deze procedure aan bij sommige gemeentebesturen en bedrijven (zoals telecomoperator Telenet, die haar abonnement afsloot nadat haar rijksregisternummer was veranderd).
Na haar uit de kast komen als transgender werd ze ontslagen bij het informaticabedrijf waar ze werkte. Nadien ging ze aan de slag bij koerierbedrijf DHL, waar ze naar eigen zeggen echter ook gepest werd. DHL verklaarde nadien niet op de hoogte te zijn van deze probleem en beweert een streng anti-pestbeleid te voeren.